# Aprominta argonauta
Aprominta argonauta is een vlinder uit de familie dominomotten (Autostichidae). De wetenschappelijke naam is voor het eerst geldig gepubliceerd in 1964 door Gozmany.
Deze vlinder komt voor in Europa.